# はなみなと
『はなみなと』は、つくばテレビが制作し、エンタ!959で放送していたバラエティ番組である。

## 番組概要
2018年5月16日より放送開始した、恵比寿マスカッツで活躍中の湊莉久と夏目花実による冠バラエティ番組である。
当番組は2018年4月に終了した『湊、今からだべるってよ』の後継番組であり、2人が自ら考えた企画でバラエティに全力チャレンジする番組である。なお夏目は前身番組「湊、今からだべるってよ」に同番組最多となる3回ゲスト出演している。
番組名「はなみなと」は、夏目が初めてゲスト出演した2016年7月放送の「湊、今からだべるってよ」#3では湊とショートコントを披露した際のコンビ名として「はなみなと」が使われているなど、「はなみなと」は湊と夏目のコンビ名として使われることもある。
エンタ!959にて毎月17日ごろに初回放送され、その後数回のリピート放送が行われる（2018年5月現在）。制作局提供の動画配信（オンデマンド）サービス「Pigooオンデマンド」でも視聴できる。
主な内容は旅歩き、どっきり企画など多岐にわたる“体を張った等身大バラエティ”。前述のように企画から湊と夏目が関わっている。
湊莉久が2019年1月に完全引退することに伴い、2019年1月分をもって放送終了。

## 出演者
湊莉久
夏目花実
ゲスト（下記放送リスト参照）

## 放送リスト
| 放送回 | 初回放送日     | 主な放送内容 | ゲスト                          | 備考                             |
| ------ | -------------- | --- | ------------------------------- | -------------------------------- |
| #1     | 2018年 5月16日 | はなみなと企画会議、ショートコント、わんこそば対決 |                                 |                                  |
| #2     | 6月17日        | 花実罰ゲーム一人プリクラ、レシピを見ないで料理対決 エビチリV.Sカルボナーラ、 ギャルメイクに挑戦、ギャルになりきり街歩き、全身タイツトーク             |                                 |                                  |
| #3     | 7月18日        | 花実の故郷・福井ロケ前編／福井名物・ソースカツ丼、花実思い出の商店街ぶらり散歩、 柴田神社でモテ祈願、エルパいこっせ〜、福井で三宿会、全身タイツトーク | 神咲詩織、川上奈々美、 吉澤友貴 | 番組初のロケ収録                 |
| #4     | 8月19日        | 花実の故郷・福井ロケ後編／花実の運転でBBQ会場へ、夏の思い出BBQ・スイカ割り、全身タイツトーク                                                          | 神咲詩織、川上奈々美、 吉澤友貴 |                                  |
| #5     | 9月19日        | 公開収録トークショー、福井県一乗滝で滝行もどき連帯責任罰ゲーム                                                                                        |                                 | 番組初の公開収録 （8月26日収録） |
| #6     | 10月17日       | 男装で臨む秋葉原、理想のデート |                                 |                                  |
| #7     | 11月16日       | 偽企画の仕掛け人になろう | スーブー、石岡真衣              |                                  |
| #8     | 12月16日       | 「たびとも はなみなと卒業旅行」前編 - 南房総へ卒業旅行                                                                                                |                                 |                                  |
| #9     | 2019年 1月16日 | 「たびとも はなみなと卒業旅行」後編、はなみなと卒業式                                                                                                 |                                 | 卒業式は2018年12月3日公開収録    |

## 作品
BD
- 『はなみなと VOL.1』（2018年8月26日、つくばテレビ）- 『湊、今からだべるってよ』#24、#1・#2を収録[9]
- 『はなみなと VOL.2』（2018年12月3日、つくばテレビ）- #3 - #7を収録[10]
- 『たびとも はなみなと卒業旅行』（2019年2月、つくばテレビ）- #8・#9を収録[11]